# Eburia decemmaculata
Eburia decemmaculata är en skalbaggsart som först beskrevs av Fabricius 1775.  Eburia decemmaculata ingår i släktet Eburia och familjen långhorningar.
Artens utbredningsområde är:
- Guadeloupe.
- Dominica.
- Martinique.

Inga underarter finns listade i Catalogue of Life.